# Lagodechi (plaats)
Lagodechi (Georgisch: ლაგოდეხი) is een stad in het oosten van Georgië met 5.614 inwoners (2024). Het is het bestuurlijk centrum van de gelijknamige gemeente in de regio Kacheti. De stad is gesitueerd vlak bij de grens met Azerbeidzjan op een hoogte van 450 meter boven zeeniveau aan de voet van de Grote Kaukasus in de Alazani-vallei. Lagodechi ligt hemelsbreed op ruim 120 kilometer afstand ten oosten van hoofdstad Tbilisi, of 150 kilometer via de Kacheti Highway. Deze weg eindigt in Lagodechi bij de grensovergang met Azerbeidzjan.

## Toponiem
Het toponiem "Lagodechi" werd in de 19e eeuw door de Russen geïntroduceerd. De naam heeft een afgeleide oorsprong in de middeleeuwen. Het zou een verbastering zijn van de toponiemen voor de lokale kloof waar het fort van koning Archil stond, Lakoeasti, Lakvati en Lagoeti, afgeleiden van Lakva wat een waterige plaats betekent.

## Ligging

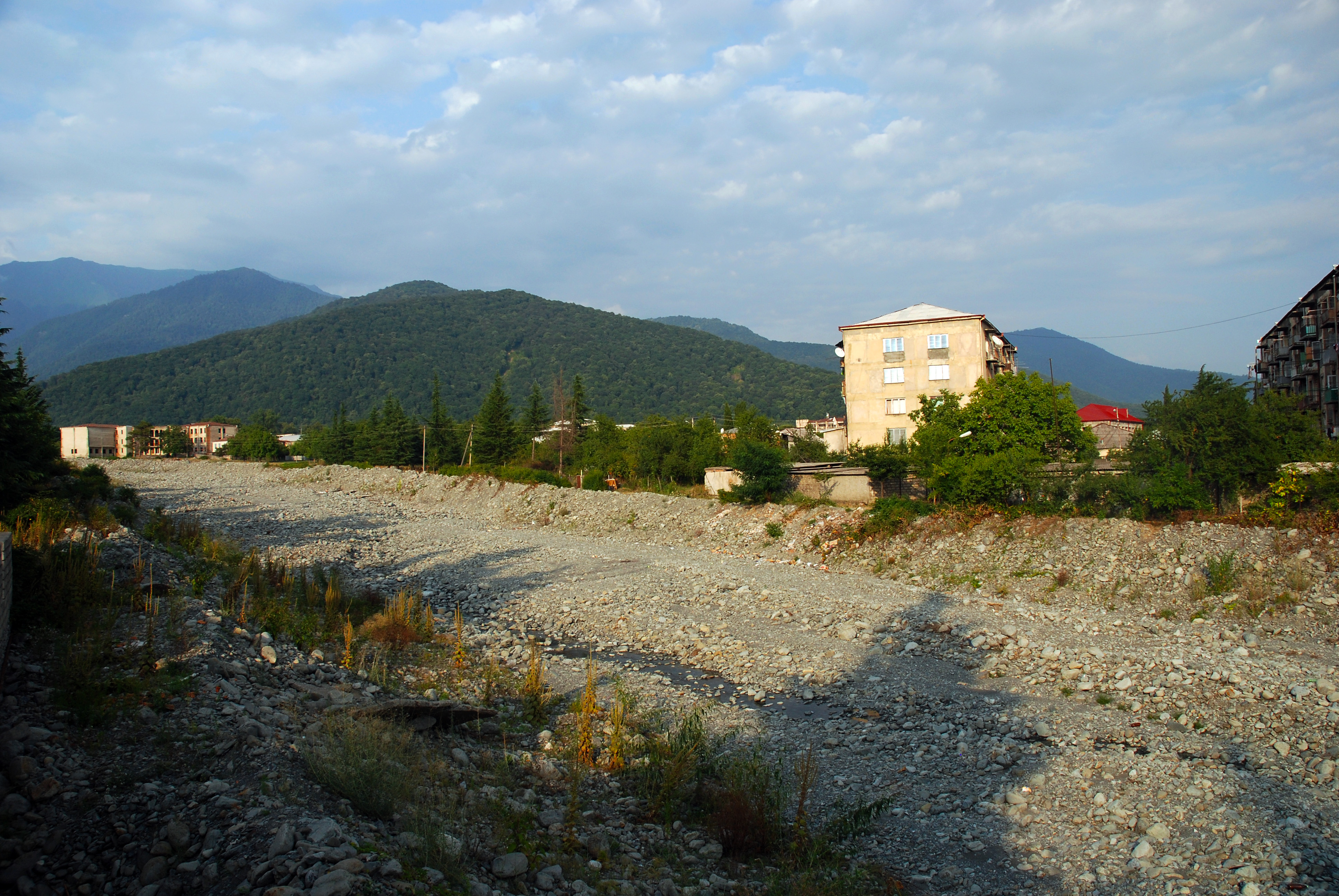
Lagodechi ligt aan twee rivieren.

Aan weerszijden van de stad stromen rivieren uit de Grote Kaukasus de Alazani-vallei in. Dit zijn de Sjromischevi aan de westkant en de Lagodechischevi aan de oostkant, beide seizoensrivieren die in de zomer droog staan.

## Geschiedenis
In de huidige stad stond rond de 8e eeuw het Lakoeasti-fort dat door prins Artsjil II gebouwd werd. De fundamenten hiervan zijn nog terug te vinden bij de oude Russische barakken in de Kazbegistraat in de stad.

### Matsji
Artsjil II liet ook de gefortificeerde zomerresidentie Matsji (later Toga) bouwen in de kloof van de Matsirivier die tegenwoordig de Georgisch-Azerbeidzjaanse grens is. Matsji werd na de bouw een aristocratisch centrum van Hereti en er verrees een kerk. De rivierkloof was een belangrijke passage naar het centrum van Dagestan aan de noordkant van de Grote Kaukasus en er ontstond een relatief grote nederzetting. Vanaf de 11e eeuw was een van de belangrijkste kloosters van Hereti in de buurt gevestigd.
Nadat Hereti definitief opging in Koninkrijk Georgië verloor het de aristocratische centrumfunctie, maar in de 15e eeuw herwon het die status weer voor het Koninkrijk Kachetië. Er werden in de 16e en 17e eeuw vooraanstaande gasten ontvangen zoals Russische diplomaten. Na invallen van Abbas I van Perzië en Lezgiërs uit Dagestan raakte Toga en het omliggende gebied ontvolkt van Georgiërs.

### Militair kamp in 19e eeuw

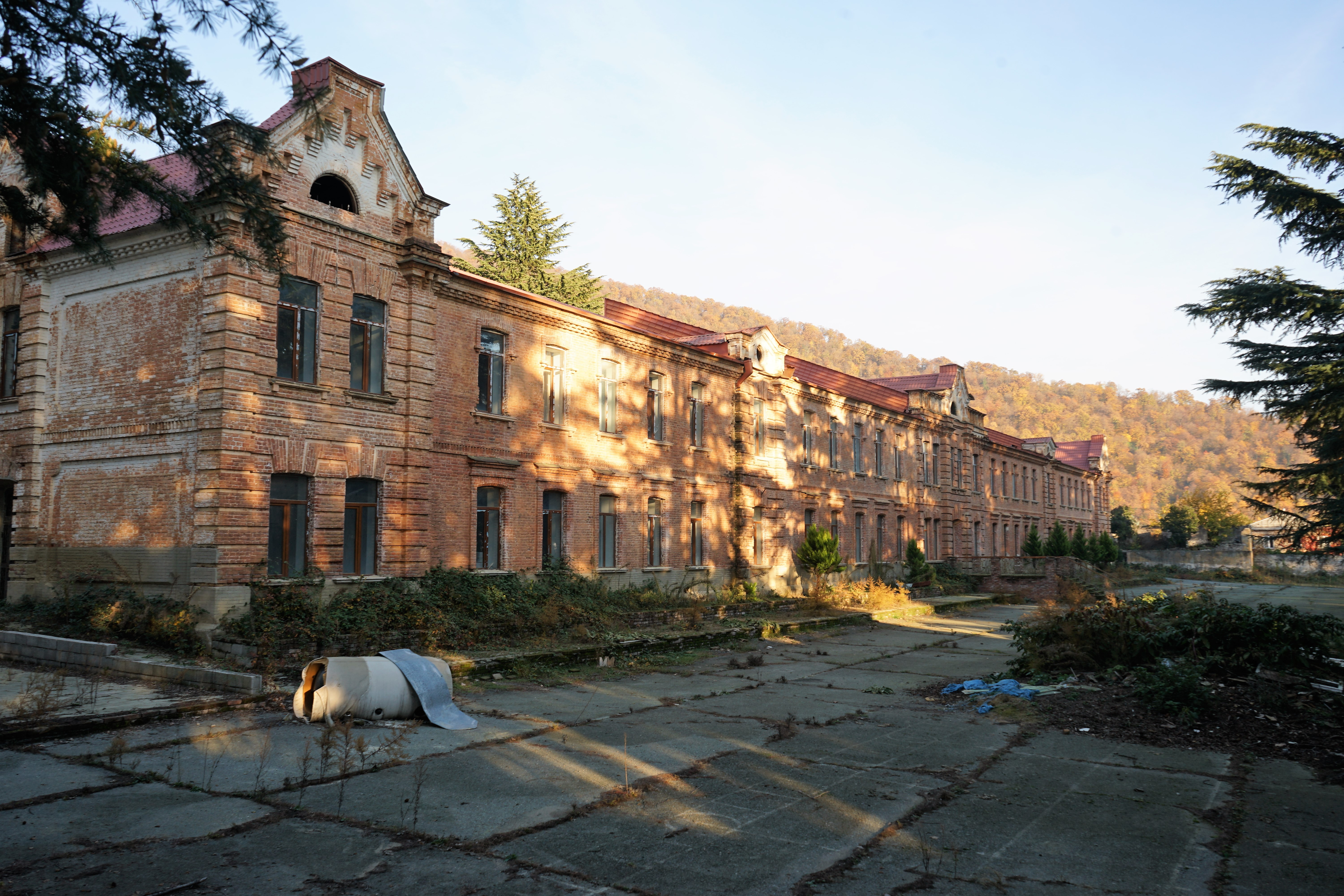
Oude militaire barakken

De moderne plaats Lagodechi is medio 1831 ontstaan als militaire fortificatie na de annexatie van Koninkrijk Kartli-Kachetië door het Russische Rijk in 1801. Het militaire kamp was een hoofdkwartier van de Russische strijdkrachten en onderdeel van de Lezgische Linie. Dit was tijdens de Kaukasusoorlog een verdedigingslinie in de Alazani-vallei langs de voet van de Grote Kaukasus liep tussen Kvareli (Kacheti) en het Azerbeidzjaanse Qax ter bescherming van het zuidoosten van de voormalige Georgische gebieden tegen de Lezgiërs. Tegen het einde van deze oorlog werd Lagodechi in 1857 een civiele nederzetting, waar ook de Georgische bevolking zich begon te vestigen.

### Districtscentrum
Lagodechi was een van de plaatsen in het zuidoosten van Georgië waar midden februari 1921 een bolsjewistische opstand plaatsvond om de mensjewistische Democratische Republiek Georgië omver te werpen. Het Rode Leger nam Lagodechi op 18 februari in.
In 1930 werd Lagodechi het centrum van het gelijknamige rajon en werd het dorp gepromoveerd tot 'nederzetting met stedelijk karakter'. In 1962 kreeg Lagodechi stadsrechten en waren er gedurende de Sovjetjaren verschillende fabrieken. In de 21e eeuw is Lagodechi een provinciestadje zonder specifieke functies.

## Demografie
Begin 2024 had Lagodechi 5.614 inwoners, een verlies van ruim 5% sinds de volkstelling van 2014.
| Aantal                                                           | 1.523 | 3.198 | 6.924 | 8.329 | 8.514 | 9.517 | 6.875 | 5.918 | 5.714 | 5.614 |
| Verantwoording data: Bevolkingsstatistiek Georgië 1897 tot heden |       |       |       |       |       |       |       |       |       |       |

### Etniciteit
De bevolking van Lagodechi bestond volgens die volkstelling voor 86,6% uit Georgiërs. De grootste groepen etnische minderheden zijn Russen (5,0%) en Armeniërs (4,6%), op afstand gevolgd door Azerbeidzjanen, Avaren en Osseten (allen ca 1%) en een gering aantal Oekraïners. De Avaren zijn een Dagestaanse etnische bevolkingsgroep waarvan ongeveer 1000 in Georgië wonen, die vrijwel allemaal (95%) in de gemeente Kvareli en de stad Lagodechi (5%) wonen (zie meer bij Kvareli). In 1922 waren de Armeniërs nog de grootste bevolkingsgroep in de stad (43%) die verder gedeeld werd met Georgiërs en Russen.

## Bezienswaardigheden

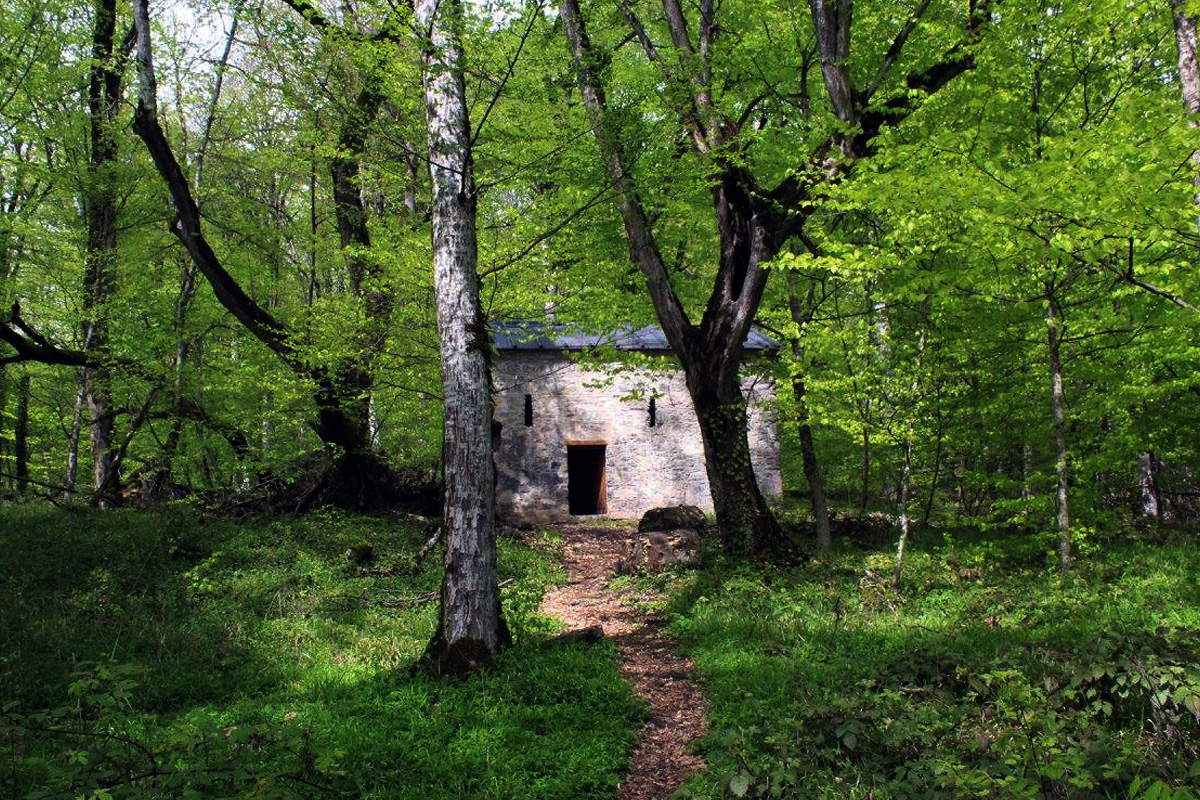
Kerk bij Matsji-fort (8e eeuw)

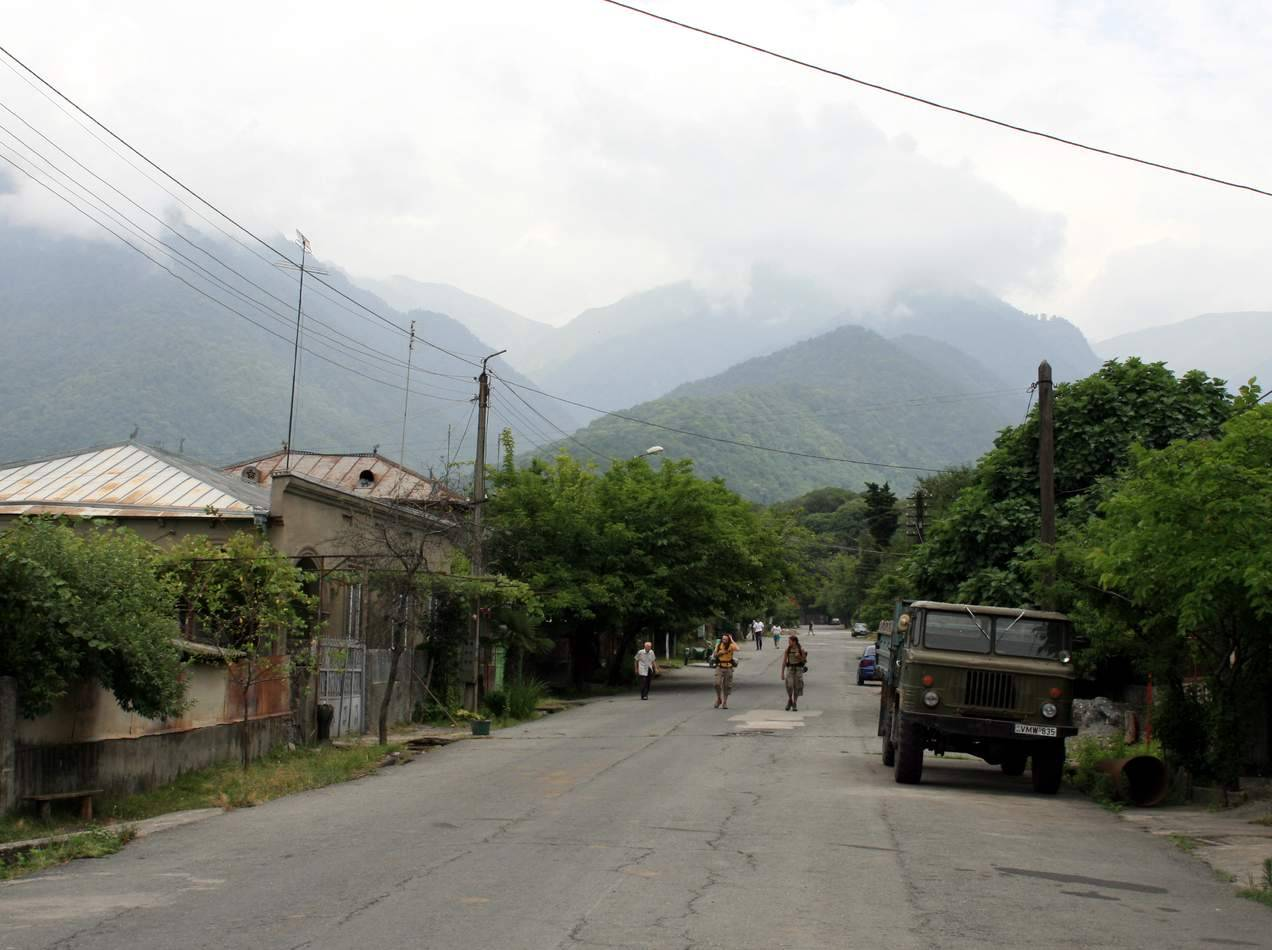
Vasjlovanistraat naar het Lagodechi NP

De plaats Lagodechi zelf is een weinig opmerkelijk provinciestadje. De stad is vooral de toegangspoort tot het Nationaal park Lagodechi. Er zijn enkele historische monumenten.
- Militaire kazerne van het Zuid-Kaukasische Regiment uit de late 19e eeuw. Staat aan de Kazbegistraat op de plek waar het Lakoeasti fort gestaan moet hebben.[17] Een tweede kazerne uit dezelfde periode staat 300 meter verder in de Tamarstraat. Deze is in een slechtere staat.[18]
- Nationaal park Lagodechi, een belangrijk natuurreservaat gelegen in de Grote Kaukasus, direct ten noorden van Lagodechi. Het natuurreservaat werd in 1912 onder Russische heerschappij opgericht, en is daarmee het oudste in Georgië. Het bestaat sinds 2003 uit twee afzonderlijke reservaten met een totale oppervlakte van ruim 240 km².[19]
- Een aantal kilometers buiten de stad in de bossen langs de rivier Matsi, de Georgisch-Azerbeidzjaanse grens, zijn delen van het 8e-eeuwse Matsji kasteel te zien, alsmede de in 2016 gerenoveerde nabijgelegen kerk uit dezelfde periode.[5][20]

## Vervoer

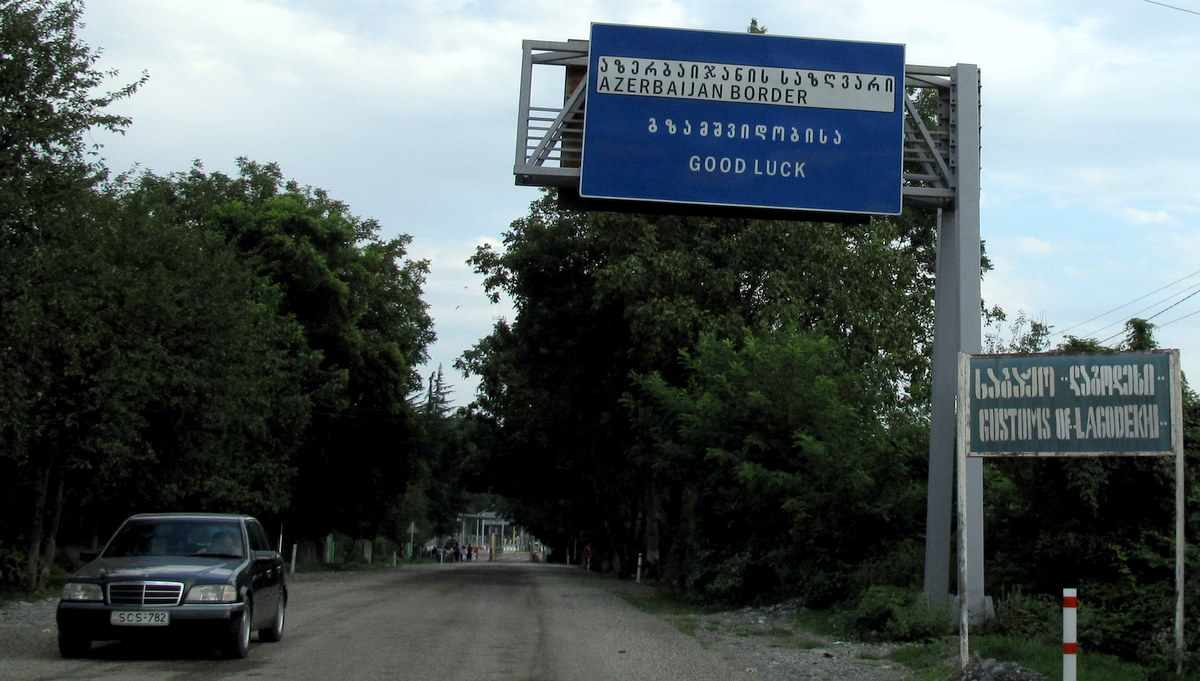
Grensovergang met Azerbeidzjan

De belangrijkste ontsluiting voor Lagodechi is de internationale route S5 Kacheti Highway die hoofdstad Tbilisi met Kacheti verbindt via Sagaredzjo, Tsnori en Lagodechi. Vier kilometer ten oosten van de stad eindigt deze weg bij de grensovergang met Azerbeidzjan, met bijna 220.000 inkomende reizigers in 2019 de tweede belangrijke met Azerbeidzjan.
Lagodechi is verder met de noordzijde van de Alazani-vallei verbonden via de nationale route Sh43 (Lagodechi - Kvareli - Achmeta - Tianeti). Er zijn geen spoorwegverbindingen in de buurt.

## Stedenbanden
Lagodechi onderhoudt stedenbanden met:
- Viļānu novads, Letland (sinds 2016)
- Ostrołęka, Polen (sinds 2009)

## Geboren
- Dzjoember Patiasjvili (1939). Van 1985 tot 1989 Eerste Secretaris van de Georgische Communistische Partij en leider van de Georgische SSR. Daarna was hij tot 2008 parlementslid in Georgië en tweemaal presidentskandidaat tegen Edoeard Sjevardnadze.